# Ядерная физика
Я́дерная фи́зика — раздел физики, изучающий строение и свойства атомных ядер, а также их столкновения (ядерные реакции).
В средствах массовой коммуникации, некоторые, для обозначения учёного специализирующего в данном разделе называют я́дерщик или фи́зик-я́дерщик.

## Задачи
Задачи, возникающие в ядерной физике, — это типичный пример задач нескольких тел. Ядра состоят из нуклонов (протонов и нейтронов), и в типичных ядрах содержатся десятки и сотни нуклонов. Это число слишком велико для точно решаемых задач, но всё же слишком мало́ для того, чтобы можно было пользоваться методами статистической физики. Это и привело к большому разнообразию различных моделей атомных ядер.

## Общие сведения
Число протонов в ядре (зарядовое число, также порядковый номер элемента) принято обозначать через Z, число нейтронов — через N. Их сумма A = Z + N называется массовым числом ядра. Атомы с одинаковым Z (то есть атомы одного и того же элемента), но различными N называются изотопами, с одинаковыми A, но различными Z — изобарами, с одинаковыми N, но различными Z — изотонами.
Основное отличие между протоном и нейтроном состоит в том, что протон — заряженная частица, заряд которой e = 4,801⋅10−10 ед. СГСЭ = 1,602⋅10−19 Кл. Это элементарный заряд, по модулю равный заряду электрона. Нейтрон же, как показывает уже его название, электрически нейтрален. Спины протона и нейтрона одинаковы и равны спину электрона, то есть 1/2 (в единицах {\displaystyle \hbar }, постоянной Планка). Массы протона и нейтрона почти равны: 1836,15 и 1838,68 масс электрона соответственно.
Протон и нейтрон не являются фундаментальными частицами. Они состоят из двух типов кварков: d-кварка с зарядом –1/3 и u-кварка с зарядом +2/3 от элементарного заряда е. Протон состоит из двух u-кварков и одного d-кварка (суммарный заряд «+1»), а нейтрон — из одного u-кварка и двух d-кварков (суммарный заряд 0). Свободный нейтрон — частица нестабильная. Через 885 секунд после своего возникновения он распадается на протон, электрон и антинейтрино (см. Бета-распад нейтрона). В ядре нейтрон находится в глубокой потенциальной яме, поэтому его распад может быть запрещён законами сохранения.
Ядерная физика имеет принципиальное значение для многих разделов астрофизики (первичный нуклеосинтез, термоядерные реакции в звёздах как во время жизни на главной последовательности, так и при сходе с неё), и, очевидно, для ядерной и, в перспективе, термоядерной энергетики.

## История
В 1896 году французский химик Антуан Анри Беккерель случайно открыл радиоактивность солей урана, проявляющуюся в самопроизвольном испускании невидимых лучей, способных вызывать ионизацию воздуха и почернение фотоэмульсий. Через два года Пьер Кюри и Мария Склодовская-Кюри открыли радиоактивность тория и выделили из солей урана полоний и радий, радиоактивность которых оказалась в миллионы раз сильнее радиоактивности урана и тория.
Детальное экспериментальное изучение радиоактивных излучений было произведено Резерфордом. Он показал, что радиоактивные излучения образованы, соответственно, α-, β- и γ-лучами. Бета-лучи состоят из отрицательно заряженных электронов, альфа-лучи — из положительно заряженных частиц (альфа-частиц, которые, как выяснилось несколько позднее, являются ядрами гелия-4), гамма-лучи аналогичны лучам Рентгена (не имеют заряда), только значительно более жесткие.
Ядерная природа радиоактивности была понята Резерфордом после того, как в 1911 г. он предложил ядерную модель атома и установил, что радиоактивные излучения возникают в результате процессов, происходящих внутри атомного ядра[значимость факта?].
Долгое время предполагалось, что ядро состоит из протонов и электронов. Однако такая модель находилась в противоречии с экспериментальными фактами, относящимися к спинам и магнитным моментам ядер. В 1932 г. после открытия Чедвиком нейтрона было установлено (Иваненко и Гейзенберг), что ядро состоит из протонов и нейтронов. Эти частицы получили общее наименование нуклонов.
В последние годы есть шанс[что?] описать свойства по крайней мере лёгких ядер.